# Dánský průliv
Dánský průliv (dánsky Danmarksstrædet, v islandštině Grænlandssund) je mořská úžina mezi Grónskem a Islandem. Spojuje Atlantik se Severním ledovým oceánem.
Dánský průliv je přibližně 480 km dlouhý a v nejužším místě je 290 km široký. Jihozápadním směrem do Atlantiku jím proudí chladný Východogrónský proud, který sebou přináší i ledové kry.
Během druhé světové války došlo 24. května 1941 k bitvě mezi těžkými hladinovými loděmi Německa a Velké Británie, toto střetnutí bývá označováno jako bitva v Dánském průlivu.